# William Keir Carr
William Keir "Bill" Carr (Grand Bank, Dominio de Terranova, 19 de marzo de 1923-14 de octubre de 2020) fue un militar y aviador canadiense, miembro oficial de la Royal Canadian Air Force.

## Vida privada
William Carr creció en Terranova, fue uno de seis niños, cuatro hermanos y una hermana. A los 18 años asistió a Mount Allison y obtuvo su BA, tiempo durante el cual vendió máquinas de escribir para ganar dinero extra para la escuela. Fue durante la universidad que se unió a la Agencia Canadiense de Entrenamiento de Oficiales del Cuerpo.

## Servicio durante laSegunda Guerra Mundial
Fue reclutado para el servicio en 1941, cuando se implementa en el extranjero, estuvo destinado en primer lugar con 9 OTU (unidad de entrenamiento operacional) con formación en el Spitfire. Más tarde, se desplegó a 542 escuadrón de la RAF estación Bensen volando el Spitfire PR Mc XI, uno de los cuales viajó a Malta cuando fue transferido a 683 escuadrón. Durante una misión que sufrió lesiones leves cuando su Spitfire era su fuego antiaéreo en Perugia, Italia. Él también tuvo uno de los primeros encuentros con uno de los primeros Me-262 durante una misión cerca de Múnich. Con 683 escuadrón, en 1944 fue nominado y recibió la Cruz de Vuelo Distinguido. Después de la guerra, Carr subió de rango hasta que fue nombrado como el primer comandante del Comando Aéreo de las Fuerzas Canadienses. 

## Retiro
Carr se retiró del servicio activo en 1978. Después del retiro de las fuerzas canadienses Carr se unió a Canadair donde fue nombrado vicepresidente de marketing internacional, principalmente en las ventas del Canadair Challenger y más tarde en el mismo papel para Bombardier Aerospace.

## Premios
- Cruz de Vuelo Distinguido (1944)
- Orden de honor de Saint John
- Orde de mérito militar
- Legión al Mérito
- Salón de la fama de Aviación